# Ballet cómico de la reina

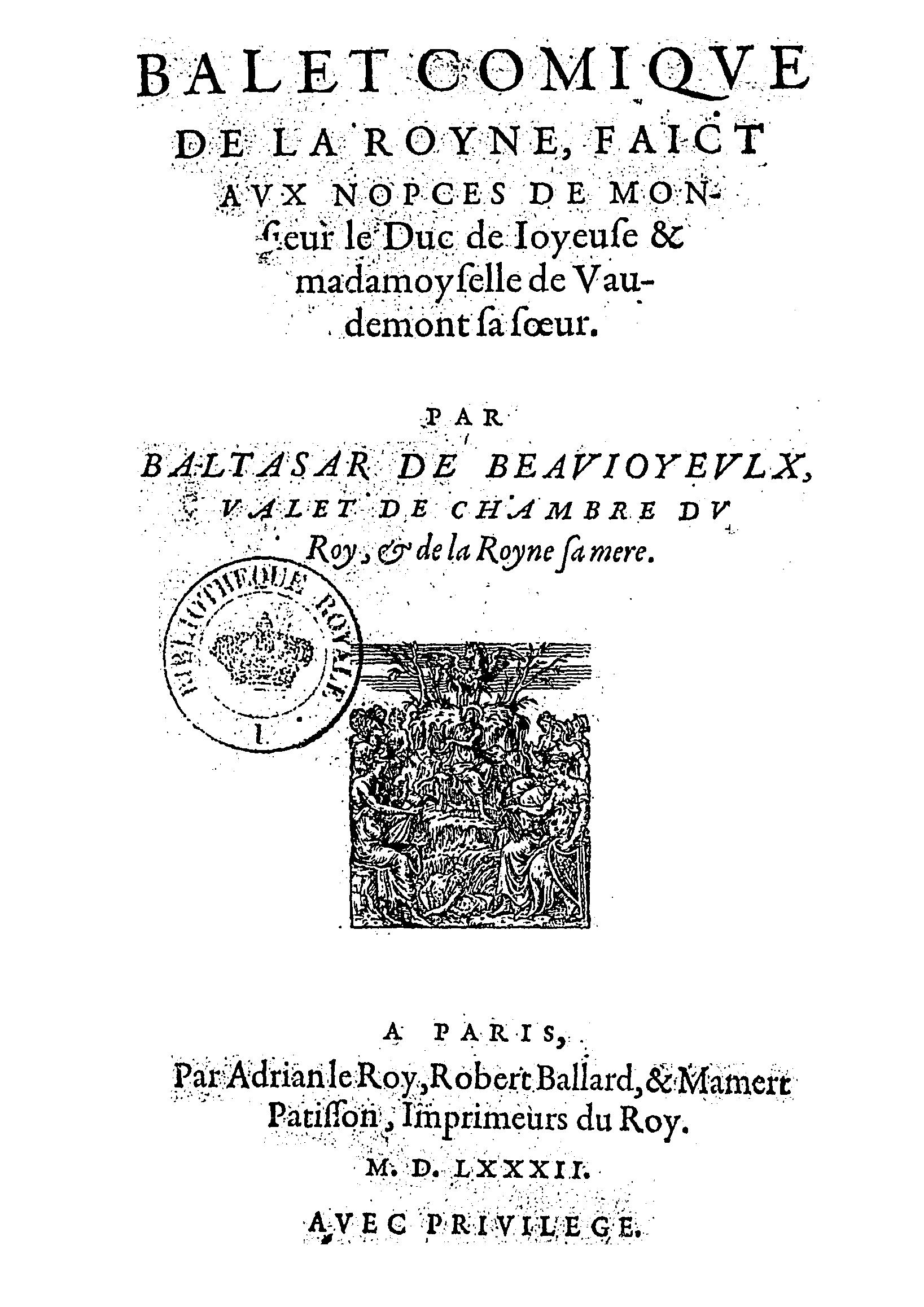
Título de la primera edición del Ballet comique de la reine.

El Ballet comique de la reine o Ballet Comique de la Royne (en español: Ballet cómico de la reina) fue una serie de ballets cortesanos, una representación coreográfica, dramática, musical y escenotécnica en un prólogo, dos partes y grand ballet final estrenado el 15 de octubre de 1581 en París, Francia. Llegó a ser la tradición central del espectáculo musical francés durante todo el periodo barroco, eclipsada solo temporalmente por la ópera durante las décadas de 1670 y 1680. Durante los noventa años desde la interpretación de este espectáculo hasta el fallecimiento de Enrique IV, se escribieron y representaron por lo menos ochenta y cinco nuevos ballets de corte, cerca de cuatro o cinco por año. El Balet Comique de la Royne tuvo mayor continuidad dramática que la gran parte de los ballets de corte que le precedieron. Es considerado como el punto de partida de la historia del ballet.

## Historia y contexto
El Reino de Francia era mucho más poderoso, importante y rico que otros reinos de la época. Sus sistemas impositivos y políticos hicieron que su riqueza y su gobierno estuvieran muy bien centralizados. Los reyes de Francia de los siglos XVI y XVII lucharon por aumentar más su poder a costa de las noblezas regionales y el patrimonio de los parlamentos. Para alcanzar dicho propósito, los espectáculos musicales de Francia durante ese tiempo tuvieron una función de propaganda.
Con motivo de las bodas del duque de Joyeuse con Margarita de Lorena, cuñada de Enrique III (rey de Francia entre 1574 y 1589), la reina madre Catalina de Médicis ordenó celebrar un pomposo espectáculo, el cual estuvo a cargo de Balthazar de Beaujoyeulx (Baldassarino de Belgioioso).

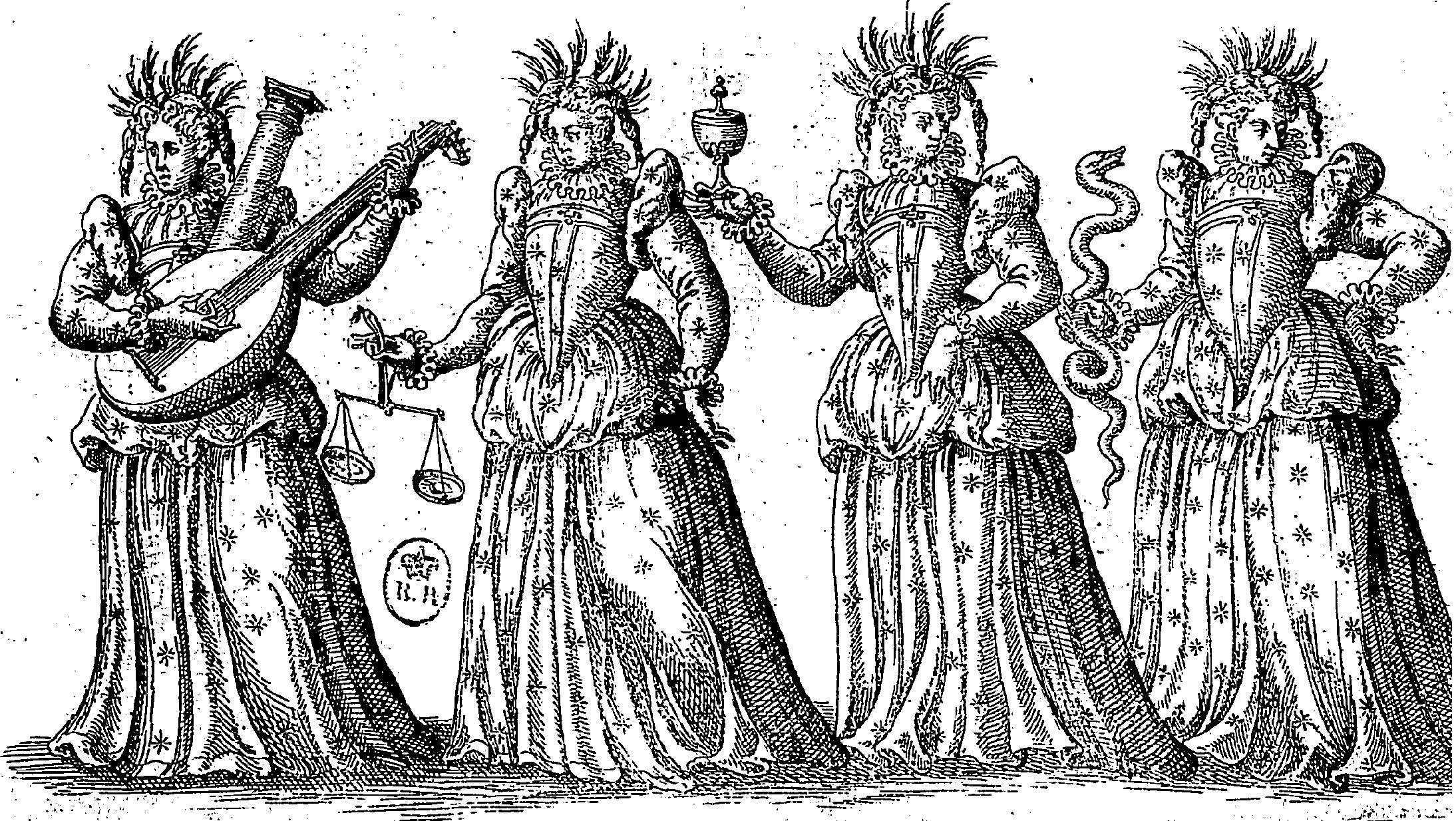
Las cuatro virtudes, ilustración del Ballet comique de la reine.

Durante el reinado de Enrique III, las guerras de religión enfrentaron a los franceses protestantes (calvinistas) hugonotes contra los franceses católicos. Todo se complicó aún más debido a las rivalidades dinásticas surgidas a causa a que la línea masculina de la dinastía de los Valois iba a desaparecer con Enrique. La Paz de Bergerac (1577) puso en pausa los conflictos: los hugonotes perdieron algunos de sus derechos con el Edicto de Poitiers, y la Santa Liga ayudada por el rey de España y otros príncipes católicos fue desintegrada. Durante ese periodo apacible, pero sabiendo que el batifondo de conflictos estaba latente, se compuso y se llevó a escena el Balet Comique de la Royne.
Las guerras de religión en Francia dieron espacio a pensamientos políticos confrontados que subsistieron a las propias guerras. Los hugonotes abogaron por su derecho a acatar al rey si éste se comprometía a ser tolerante, y plantearon preguntas capciosas sobre el poder de un rey y los derechos de sus siervos. Frente a esta teoría contractual de los hugonotes había otra totalmente opuesta: la doctrina del ultramontanismo, que era la filosofía de los católicos más extremistas. A los ultramontanos les preocupaba que una monarquía nacional con mucho poder pudiese significar la subordinación de la autoridad del Papa. Entre estos extremos estaba el partido de «los políticos», convencido de la necesidad de apoyar a una monarquía fuerte que pudiera resistir los excesos tanto de los ultramontanos como de los hugonotes y la influencia divisiva de las facciones nobles. Éste es el pensamiento expresado en el Balet Comique de la Royne. De este énfasis de la obediencia pasiva surgió la filosofía del derecho divino de los monarcas. La primera declaración escrita de esta idea en Francia se encuentra en las obras de Pierre de Belloy, más que nada en De l'Autoité du roi (1588), en el cual declara que el reinado era creado por Dios mismo, frente a quien, y solo ante él, el monarca debía mostrarse responsable. Belloy manifestaba que la autoridad del monarca era total, absoluta.

## Características
Estaba organizado en cinco actos breves de drama hablado mezclado con canciones, cada uno de estos seguido por un intermedio (utilizaban el término italiano) compuesto por el canto y la danza, sin diálogos hablados.
Se necesitaron varios artistas para la composición del espectáculo:  el caballero La Chesnaye fue el autor de los versos, estos, llenos de alusiones a la nobleza, aunque se representaban en la obra personajes de la mitología griega como el dios Pan y la maga Circe; a Beaulieu y Salomon se les encargó la partitura, y Jacques Patin realizó los decorados y trajes. Se trataba de un conjunto de episodios ligados de manera lógica por un hilo dramático, que incluían canto y danza.
El espectáculo duraba cerca de seis horas. Se utilizaron altas galerías como palcos para con capacidad para 9 mil personas, los reyes presenciaban la puesta desde un estrado frente a los actores. Diez orquestas, situadas en la bóveda superior tocaban al unísono danzas de corte de la época: gavota, branle, turdión. El diseño del vestuario no fue algo complicado o innovador simplemente se enriqueció o recargó el estilo habitual de los trajes de corte, lo que hacía a la danza lenta y pesada. Para la escenografía se emplearon diversos recursos de tramoya, complicados y novedosos para la época, como un arco iris dorado por el cual desfilaban los actores representando a diversos personajes; el jardín de la hechicera Circe y la gruta del dios Pan. La iluminación estaba a cargo de antorchas y lámparas de bujías.
A Balthasar de Beaujoveux le interesaba sobre todo la variedad en las evoluciones del cuerpo de baile, según se puede deducir del elogio que se hizo de él como «geómetra inventivo», y de la descripción del grand ballet, parte central del espectáculo de este primitivo coreógrafo:

Fue entonces cuando los violines cambiaron de tono y atacaron la entrada del Gran Ballet, compuesto de quince pasajes dispuestos de tal modo que al final de cada uno de ellos todos volvían la cabeza hacia el rey, ante cuya majestad habían llegado y bailaron el Grand Ballet de cuarenta pasajes o figuras geométricas, estas últimas, ya en diámetro, ya en cuadrado, ya en redondo y de varias y diversas maneras y en seguida en triángulo, acompañados de algunos otros pequeños cuadrados y otras pequeñas figuras [...]. Estas evoluciones en figuras geométricas tan pronto formaban triángulo cuyo vértice era la reina, como giraba en redondo o se entrelazaban dibujando figuras variadas con un conjunto y un sentido de las proporciones que maravillaron a la asistencia.

De esta manera quedaban unidas diferentes artes: baile, música, literatura y plástica en un espectáculo común, que se pondría de moda a partir de este momento. La coreografía exigiría un entrenamiento previo para cumplir con sus requisitos, la nobleza se iría retirando de la escena ya que comenzaban a surgir bailarines profesionales; ya no hay una masa de personas danzando a su albedrío, sino, se requiere de un corps de ballet que siga pasos estrictamente trazados.

### Argumento
El Balet comique de Royne comienza de manera asombrosa, cuando un caballero aparece de repente en la escena para dirigirse al rey, que se encuentra sentado del lado del público. Implora se le otorgue asistencia para frustrar el complot de la maléfica hechicera Circe, que quiere evitar la vuelta de la Edad de Oro a Francia. Más adelante se da a conocer que Circe está convirtiendo a los hombres en engendros al quitarles el raciocinio. Luego de que el dios Mercurio falla al intentar vencer a Circe, la dios Palas Atenea explica que todos los intentos para luchar contra la hechicera mediante la virtud fracasarán sin la gracia del rey de Francia y de sus juiciosas leyes. Al final, el dios principal, Júpiter, conquista a Circe y da su cetro mágico al rey, "el Júpiter de Francia".
La trama y los hechos de este ballet de corte encarnan, sin duda, un mensaje de alto contenido político que se hace muy explícito y se ve reforzado por lo alegórico. El mensaje era todavía más transparente debido a que todos los papeles hablados y bailados eran interpretados por nobles y damas que formaban parte del círculo íntimo de la familia real en la corte.

## Ficha artística[3]

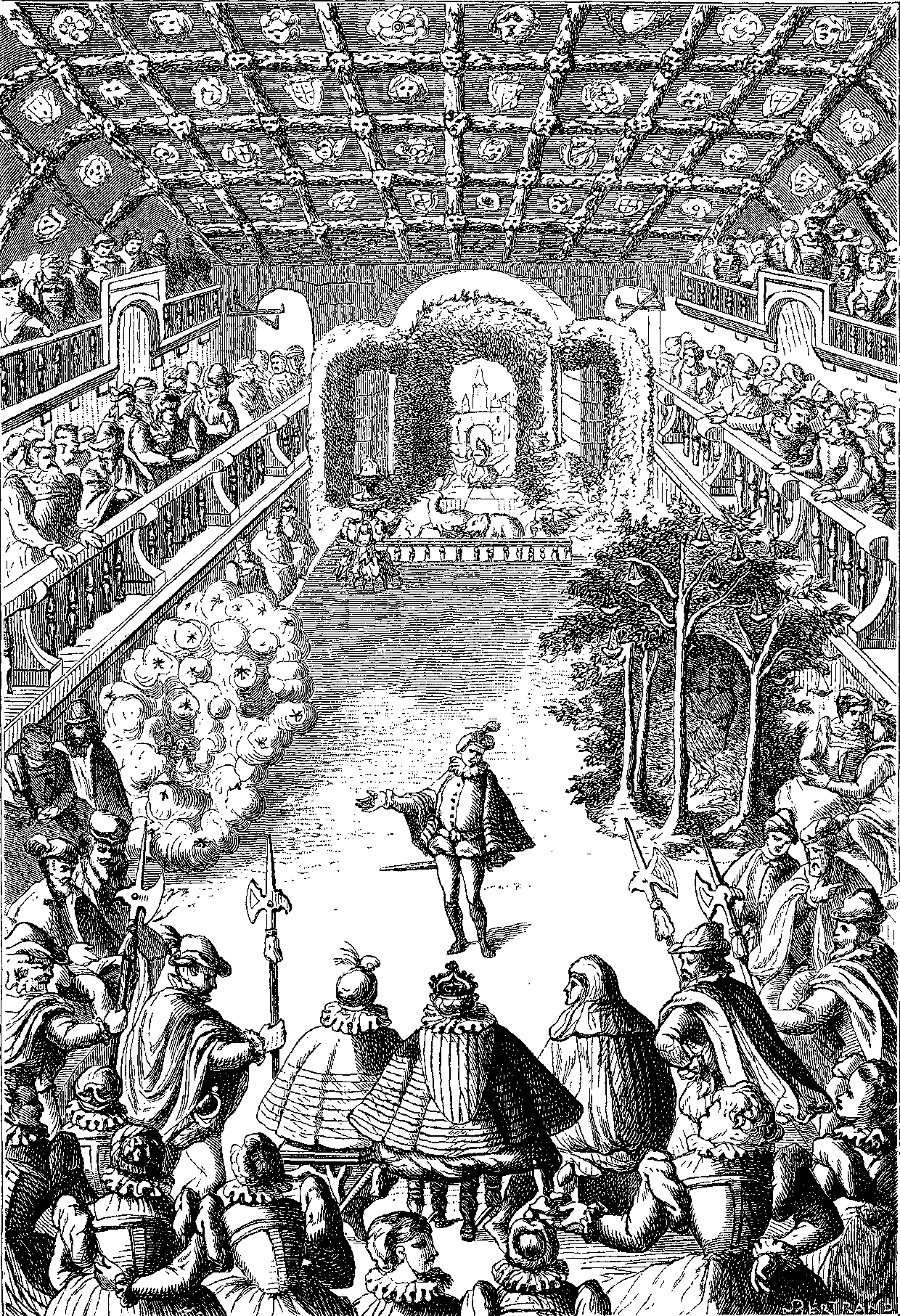
Representación del Ballet Comique de la reine, con Enrique III y su corte en el Louvre. (Project Gutenberg text 10940).

- Coreografía: Balthazar de Beaujoyeulx
- Versos: La Chesnaye
- Música: L. de Beaulieu, Salomon, Beaujoyeulx y otros
- Decorados y trajes: Jacques Patin

### Personajes
- Circe: Mlle. de Saint_mesme
- El gentilhombre: M de la Roche
- Glauco: M. de Beaulieu
- Tetis: Mlle. de Beaulieu
- Ninfas: Mlles. de Vitry, de Surgères, de Lavernay, d'Estavay
- Pan: M. de Jutigny
- Mercurio: M. du Pont
- Náyades: La reina de Francia y la princesa Lorena
- Otros personajes: Miembros de la corte de Enrique III